# Hartmannsdorf-Reichenau
Hartmannsdorf-Reichenau település Németországban, azon belül Szászország tartományban. Lakosainak száma 979 fő (2023. december 31.). Hartmannsdorf-Reichenau Klingenberg, Dippoldiswalde, Schmiedeberg, Hermsdorf/Erzgeb. és Mittelsachsen járás községekkel határos.

## Népesség
A település népességének változása:
| Lakosok száma | 1039 | 1018 | 989  | 979  | 979  |
|               | 2017 | 2019 | 2021 | 2022 | 2023 |